# غوطه

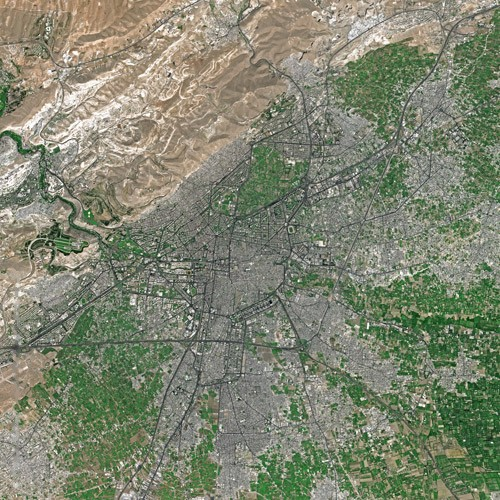
تصویری ماهواره‌ای از دمشق که توسط منطقه غوطه احاطه شده‌است.

غوطه (به عربی: غوطة دمشق) به مجموعه‌ای از مزارع گفته می‌شود که در منطقه ریف دمشق در نزدیکی قسمت شرقی دمشق در سوریه واقع شده‌اند.
غوطه دمشق، کمربندی از زمین‌های سبز کشاورزی است که مناطق جنوبی و شرقی شهر دمشق را محصور کرده‌است. این زمین‌های سبز کشاورزی، شهر دمشق را از مراتع خشکی که در مرز صحرای سوریه قرار دارد، مجزا کرده‌است. این زمین‌ها برای هزاران سال نیاز خوراکی ساکنان خود را با انواع گوناگون حبوبات، غلات، میوه و سبزیجات تأمین کرده‌اند. هرچند سکونت بشر در این منطقه به دوران باستان بر می‌گردد، اما گسترش سریع این مزارع در طی چند دهه گذشته رخ داد. افزایش تعداد متقاضیان مواد غذایی به علت شهرنشینی و جمعیت رو به رشد دمشق و همچنین توسعه صنعتی، فشار را برای بهره‌برداری کشاورزی بیشتر از این زمین‌ها افزایش داده‌است.

## دوران جنگ داخلی سوریه
در جریان ناآرامی‌های که در ماه مارس ۲۰۱۱ در سوریه آغاز شد، برخی از ساکنان شرق غوطه علیه بشار اسد رئیس‌جمهور سوریه دست به تظاهرات زدند و برخی از معترضان به شورشیان سوریه پیوستند و تا نوامبر ۲۰۱۲، ارتش سوریه را بیرون راندند. در فوریه ۲۰۱۳، شورشیان سوریه بخش‌هایی از جاده کمربندی را در حاشیه دمشق به تصرف خود درآوردند و وارد منطقه جوبر در پایتخت شدند. با پشتیبانی حزب‌الله لبنان، ارتش سوریه به مخالفان هجوم برد و در ماه مه ۲۰۱۳ محاصره غوطه شرقی را آغاز کرد.
در اواسط سال ۲۰۱۷، جناح اصلی شورشیان، جیش الاسلام (با حدود ۱۰ تا ۱۵ هزار جنگجو در منطقه در اوایل سال ۲۰۱۸) در غوطه، در دوما مستقر بود. دومین گروه شورشی بزرگ، فیلق الرحمن وابسته به ارتش آزاد سوریه بود که بیشتر بخش‌های مرکزی و غربی غوطه، از جمله مناطق جوبر و عین ترما را کنترل می‌کرد. احرار الشام در حرستا، تحریر الشام (با ۵۰۰ جنگجو در فوریه ۲۰۱۸) در مناطق کوچک‌تر مانند عربین، اشعری و بیت نعیم مستقر بودند.
ساکنین غوطه در مصاحبه با خبرنگار کانال ۴، زندگی در مناطق تحت کنترل شورشیان اسلامگرا را «جهنم» توصیف کردند به گفته ساکنان، شورشیان آن‌ها را به اجبار به خدمت سربازی می‌فرستادند و از خروج ساکنان جلوگیری می‌کردند و آب و برق نداشتند.
در فوریه ۲۰۱۸، ارتش سوریه عملیاتی را برای بیرون راندن شورشیان از غوطه آغاز کرد. در اوایل مارس ۲۰۱۸، ارتش سوریه ۵۹ درصد از غوطه شرقی را تصرف کرده بود. در ۷ آوریل ۲۰۱۸ شورشیان ادعا کردند که حداقل ۴۸ نفر در یک حمله شیمیایی در دوما کشته شده‌اند که این منجر به واکنش نظامی آمریکا، فرانسه و بریتانیا شد اما روسیه و دولت سوریه حمله شیمیایی دوما را ساختگی و ادعایی دروغین دانستند. در ۱۴ آوریل ۲۰۱۸، ارتش سوریه رسماً اعلام کرد که غوطه شرقی عاری از شورشیان شده‌است و آن را به‌طور کامل تحت کنترل خود درآورده است.